# Bazoft (ville)
Pour les articles homonymes, voir Bazoft (homonymie).
Bazoft (persan : شهر بازفت, shahr-e Bāzoft) est une ville, chef-lieu du district de Bazoft situé dans la préfecture de Kuhrang dans la province du Tchaharmahal-et-Bakhtiari en Iran. La ville comprend deux quartiers de Telūrd (persan : تلورد) et Chaman Goli (persan : چمن گلی). Située à environ 180 km à l'ouest de Shahrekord et 200 km à l'est de Masjed Soleiman, la ville y est desservi par la route Shahrekord – Masjed Soleiman.

## Population
La population y est essentiellement constituée de Lors bakhtiaris sédentarisés de la tribu Mowri de la branche Haft Lang. Lors du recensement de 2006, la population de la ville était de 1 519 habitants répartis dans 337 familles. 